# Carel van Rappard
Carel ridder van Rappard (Assen, 19 oktober 1874 – Bückeburg, 19 augustus 1938) was advocaat en diplomaat. Hij werd in 1874 geboren in de Drentse hoofdstad Assen, als zoon van Jan Carel Jacob van Rappard (1837–1915) en Margaretha Johanna Carolina Snouckaert van Schauburg (1840–1888).
Van Rappard doorliep het gymnasium in Den Haag. Na zijn promotie tot doctor in de rechten aan de Universiteit van Utrecht in 1899, werd hij advocaat in Den Haag en van 1916 tot 1917 afdelingshoofd bij het Departement Buitenlandse Zaken. Van 1920 tot 1923 was hij gezantschapsraad in Berlijn. In de jaren 1925–1929 was hij buitengewoon gezant en gevolmachtigd minister in Rio de Janeiro, daarna in Boekarest (1929–1934) en in Bern (1934–1937). Zijn laatste post was weer Berlijn. Van 1934 tot zijn overlijden in 1938 was hij permanent vertegenwoordiger bij de Volkenbond.

## Sport
In 1899 richtte een groepje notabelen onder leiding van Van Rappard de Nederlandsche Lawn Tennis Bond op, die later zou uitgroeien tot de Koninklijke Nederlandse Lawn Tennis Bond. Als proficiënt speler werd hij tweemaal nationaal tenniskampioen van Nederland, in 1900 in het dubbelspel samen met Leonardus Trip en in 1901 in het enkelspel.
Van 16 maart 1914 tot 4 april 1918 was Van Rappard de eerste voorzitter van het Nederlandsch Golf Comité, dat later zou uitgroeien tot de Nederlandse Golf Federatie.

## Onderscheidingen
- Ridder in de Orde van de Nederlandse Leeuw
- Commandeur in de Orde van Oranje-Nassau